# ليزا لامبرت
ليزا لامبرت (بالإنجليزية: Lisa Lambert)‏ هي ملحنة وممثلة أمريكية، ولدت في 1 ديسمبر 1962 في واشنطن العاصمة في الولايات المتحدة.

## وصلات خارجية
- ليزا لامبرت على موقع IMDb (الإنجليزية)
- ليزا لامبرت على موقع قاعدة بيانات برودواي على الإنترنت (الإنجليزية)
- ليزا لامبرت على موقع قاعدة بيانات الفيلم (الإنجليزية)
- ليزا لامبرت على موقع كينوبويسك (الروسية)